# Зеленинская
Зеленинская — деревня в Шенкурском районе Архангельской области. Входит в состав муниципального образования «Шеговарское».

## География
Деревня расположена в южной части Архангельской области, в таёжной зоне, в пределах северной части Русской равнины, в 40 километрах на север от города Шенкурска, на правом берегу реки Ледь, притока Вага. Ближайшие населённые пункты: на востоке деревня Князевская, на севере, на противоположном берегу реки, деревня Данковская.
Часовой пояс
Зеленинская, как и вся Архангельская область, находится в часовой зоне МСК (московское время). Смещение применяемого времени относительно UTC составляет +3:00.

## Население
| 2002 | 2010 | 2012 |
| ---- | ---- | ---- |
| 15   | ↘9   | ↗11  |

## История
Указана в «Списке населённых мест по сведениям 1859 года» в составе 2-го стана Шенкурского уезда Архангельской губернии под номером «2360» как «Зеленинская(Ярашна)». Насчитывала 10 дворов, 10 жителей мужского пола и 33 женского.
В «Списке населенных мест Архангельской губернии к 1905 году» деревня Зеленинская(Ярагино) насчитывает 17 дворов, 68 мужчин и 71 женщину. Также в деревне находилась школа. В административном отношении деревня входила в состав Ямскогорского сельского общества Ямскогорской волости.
На 1 мая 1922 года в поселении 24 двора, 68 мужчин и 81 женщину.
В 2004 году деревня вошла в состав Ямскогорского сельского поселения. 2 июля 2012 года деревня Зеленинская вошла в состав Шеговарского сельского поселения в результате объединения муниципальных образований «Шеговарское» и «Ямскогорское».